# Arcangelo De Castris
Arcangelo De Castris (Salice Salentino, 25 gennaio 1835 – Salice Salentino, 13 agosto 1905) è stato un politico italiano, senatore del Regno d'Italia dalla XVII legislatura.